# Hamégicourt
Hamégicourt est une ancienne commune française, située dans le département de l'Aisne en région Hauts-de-France. Elle est actuellement intégrée à la commune de Brissy-Hamégicourt.

## Histoire
La commune de Hamégicourt a été créée lors de la Révolution française. Le 25 février 1965, elle est supprimée à la suite d'un arrêté préfectoral du 20 février 1965. Son territoire est alors rattaché à la commune voisine de Brissy par le même arrêté et la nouvelle entité prend le nom de Brissy-Hamégicourt.

## Géographie
La commune avait une superficie de 5,74 km2.

## Administration
Jusqu'à sa suppression en 1965, la commune faisait partie du canton de Moÿ-de-l'Aisne dans le département de l'Aisne. Elle portait le code commune 02365. Elle appartenait aussi à l'arrondissement de Saint-Quentin depuis 1801 et au district de Saint-Quentin entre 1790 et 1795. La liste des maires de Hamégicourt est :
| Période                                  | Période | Identité | Étiquette | Qualité |
| ---------------------------------------- | ------- | -------- | --------- | ------- |
|                                          |         |          |           |         |
| Les données manquantes sont à compléter. |         |          |           |         |

## Démographie
Jusqu'en 1965, la démographie de Hamégicourt était :
| 1793 | 1800 | 1806 | 1821 | 1831 | 1836 | 1841 | 1846 | 1851 |
| ---- | ---- | ---- | ---- | ---- | ---- | ---- | ---- | ---- |
| 574  | 873  | 677  | 722  | 811  | 803  | 816  | 819  | 802  |

| 1856 | 1861 | 1866 | 1872 | 1876 | 1881 | 1886 | 1891 | 1896 |
| ---- | ---- | ---- | ---- | ---- | ---- | ---- | ---- | ---- |
| 788  | 821  | 855  | 819  | 740  | 657  | 615  | 569  | 473  |

| 1901 | 1906 | 1911 | 1921 | 1926 | 1931 | 1936 | 1946 | 1954 |
| ---- | ---- | ---- | ---- | ---- | ---- | ---- | ---- | ---- |
| 450  | 436  | 371  | 325  | 346  | 359  | 364  | 361  | 375  |

| 1962 | - | - | - | - | - | - | - | - |
| ---- | - | - | - | - | - | - | - | - |
| 392  | - | - | - | - | - | - | - | - |

## Patrimoine
- Église Sainte-Benoite d'Hamégicourt